# Toni Mičevski
Toni Mičevski (mazedonisch Тони Мицевски; * 20. Januar 1970 in Bitola) ist ein ehemaliger mazedonischer Fußballspieler.

## Karriere
Der 188 Zentimeter große Mittelfeldspieler begann seine Karriere bei Pelister Bitola und ging dann zu Sileks Kratovo. Danach zog es ihn nach Deutschland, wo er sowohl bei Hansa Rostock (1996–1998) als auch bei Tennis Borussia Berlin spielte (1998–2000); anschließend wechselte er nach einem Intermezzo bei Pelister Bitola zum Bundesligaaufsteiger Energie Cottbus (2000–2002). Seine Karriere beendete er am 13. Januar 2004 nach zwei Jahren beim VfL Osnabrück, doch 2005 begann der Rechtsfuß erneut Fußball zu spielen, diesmal beim TSV Wallenhorst in der Bezirksliga Weser. 2006 wechselte er zum USV Eschen-Mauren, wo er seine Karriere endgültig beendete. Insgesamt lief er 62 Mal in der ersten Bundesliga auf, wobei er 5 Tore erzielen konnte. In der zweiten Bundesliga traf er in 29 Spielen 4 Mal, in der Regionalliga Nord machte er in 26 Einsätzen zwei Tore.
Auch in der mazedonischen Nationalmannschaft war er aktiv; von 1993 bis 2002 bestritt er 44 Länderspiele, in denen er vier Tore erzielte.